# Drypetes indica
Drypetes indica là một loài thực vật có hoa trong họ Putranjivaceae. Loài này được (Müll.Arg.) Pax & K.Hoffm. mô tả khoa học đầu tiên năm 1922.